# 番由紀子
番 由紀子（ばん ゆきこ、6月17日 - ）は、日本のアニメーター、キャラクターデザイナー。studio C-ZOO所属。
代々木アニメーション学院卒業。

## 主な参加作品

### テレビアニメ
1997年
- 吸血姫美夕（1997年 - 1998年、原画）
- ポケットモンスター（1997年 - 2002年、原画）

1998年
- TRIGUN（原画）
- ジェネレイターガウル（原画）

1999年
- GTO（1999年 - 2000年、作画監督）
- 今、そこにいる僕（1999年 - 2000年、原画）

2000年
- とっとこハム太郎（2000年 - 2004年、原画）
- 幻想魔伝 最遊記（原画）

2001年
- テイルズ オブ エターニア THE ANIMATION（原画）
- タッチ CROSS ROAD〜風のゆくえ〜（原画）
- 機動天使エンジェリックレイヤー（原画）
- 学園戦記ムリョウ（原画）
- 砂漠の海賊!キャプテンクッパ（作画監督・原画）

2002年
- .hack//SIGN（キャラクターデザイン・作画監督）
- はじめの一歩（原画）
- NARUTO -ナルト-（2002年 - 2007年、作画監督）
- 東京アンダーグラウンド（作画監督）
- 奇鋼仙女ロウラン（2002年 - 2003年、キャラクター作画監督）

2003年
- .hack//黄昏の腕輪伝説（作画監督）
- AVENGER（キャラクターデザイン・作画監督）

2004年
- tactics（2004年 - 2005年、作画監督）
- 吟遊黙示録マイネリーベ（2004年 - 2005年、作画監督・原画・OPED原画）

2005年
- 好きなものは好きだからしょうがない!!（原画）
- お伽草子（原画）
- ツバサ・クロニクル 第1シリーズ（作画監督）
- IGPX（2005年 - 2006年、原画）

2006年
- 吟遊黙示録マイネリーベwieder（OPED原画）
- 銀魂（2006年 - 2010年、作画監督）
- 少年陰陽師（2006年 - 2007年、作画監督）

2007年
- REIDEEN（原画）
- がくえんゆーとぴあ まなびストレート!（作画監督）
- シャイニング・ティアーズ・クロス・ウィンド（キャラクターデザイン・作画監督）
- 素敵探偵ラビリンス（2007年 - 2008年、プロップデザイン・作画監督）
- PRISM ARK（作画監督）
- レンタルマギカ（2007年 - 2008年、作画監督）

2008年
- PERSONA-trinity soul-（第1期OP原画）
- true tears（原画）
- あまつき（総作画監督・原画・OP原画）
- 純情ロマンチカ（作画監督・原画・OPED原画）
- 今日からマ王! 第3シリーズ（作画監督）
- ヴァンパイア騎士 Guilty（ED原画）
- 純情ロマンチカ2（作画監督・ED原画）
- 地獄少女 三鼎（OP原画）

2009年
- 07-GHOST（総作画監督・作画監督・ED原画）
- Phantom 〜Requiem for the Phantom〜（OP原画）
- うみねこのなく頃に（総作画監督・作画監督・原画・OP原画）
- 夢色パティシエール（原画・OPED原画）

2010年
- バカとテストと召喚獣（EDコンテ・作画）
- デュラララ!!（作画監督）
- 薄桜鬼（原画・OP原画・作画監督）
- 薄桜鬼 碧血録（OP原画・作画監督）
- 心霊探偵 八雲（総作画監督）
- おとめ妖怪 ざくろ（原画）
- 俺の妹がこんなに可愛いわけがない（OP原画）
- とある魔術の禁書目録II（原画）

2011年
- べるぜバブ（総作画監督・OP原画）
- ドラゴンクライシス!（原画）
- 世界一初恋（プロップデザイン・ED原画）
- もしドラ（原画）
- うたの☆プリンスさまっ♪ マジLOVE1000%（原画・OP原画）
- 夏目友人帳 参（原画）
- バカとテストと召喚獣にっ!（原画）
- BLOOD-C（OP原画）
- 世界一初恋2（プロップデザイン）

2012年
- BRAVE10（キャラクターデザイン・総作画監督・OPED作画監督）
- 黄昏乙女×アムネジア（キャラクターデザイン・総作画監督・作画監督・ED作画監督・原画）
- クイーンズブレイド リベリオン（第二原画）
- はぐれ勇者の鬼畜美学（ED作画監督・原画）
- 薄桜鬼 黎明録（OP原画）

2013年
- RDG レッドデータガール（OP原画）
- 俺の妹がこんなに可愛いわけがない。（OP原画）
- DEVIL SURVIVOR2 the ANIMATION（作画監督）
- 弱虫ペダル（OPED原画）
- のんのんびより（原画）
- 進撃の巨人（原画）

2014年
- ハマトラ（総作画監督・OP原画）
- DRAMAtical Murder（キャラクターデザイン・総作画監督）

2015年
- 純情ロマンチカ3（プロップデザイン）

2016年
- ツキウタ。 THE ANIMATION（キャラクターデザイン・総作画監督）

2017年
- 弱虫ペダル NEW GENERATION（キャラクターデザイン）

2018年
- 覇穹 封神演義（作画監督）
- 弱虫ペダル GLORY LINE（キャラクターデザイン）

2019年
- 不機嫌なモノノケ庵 續（総作画監督）
- フルーツバスケット（総作画監督）
- 女子高生の無駄づかい（サブキャラクターデザイン）

2022年
- 弱虫ペダル LIMIT BREAK（キャラクターデザイン）

2023年
- お嬢と番犬くん（キャラクターデザイン・総作画監督）

2025年
- SAKAMOTO DAYS（総作画監督・作画監督・デザイン協力・OP総作画監督）
- ババンババンバンバンパイア（キャラクターデザイン・総作画監督）
- 彼女、お借りします（第4期OP原画）

### 劇場アニメ
- 新世紀エヴァンゲリオン劇場版 Air/まごころを、君に（1997年、動画）
- 劇場版 幻想魔伝 最遊記 Requiem 選ばれざる者への鎮魂歌（2001年、原画）
- 劇場版 遙かなる時空の中で 舞一夜（2006年、作画監督・原画）
- 東のエデン 劇場版II Paradise Lost（2010年、原画）
- THE FIRST SLAM DUNK（2022年、サブキャラクターデザイン）
- 劇場版 Collar×Malice -deep cover-（2023年、キャラクターデザイン・総作画監督・原画）

### OVA
1999年
- 真ゲッターロボ 世界最後の日（原画）
- 銀河英雄伝説外伝 螺旋迷宮（原画）

2001年
- 真ゲッターロボ対ネオゲッターロボ（OP原画）

2002年
- 遙かなる時空の中で-紫陽花ゆめ語り-（原画）

2004年
- 王ドロボウJING in Seventh Heaven（原画）

2005年
- いつだってMyサンタ!（作画監督）

2007年
- MURDER PRINCESS（作画監督・OPED原画）
- 今日からマ王! R（2007年 - 2008年、OP原画・原画・L/O監修）

2011年
- 世界一初恋 〜小野寺律の場合〜（プロップデザイン）
- 薄桜鬼 雪華録（OP原画）

2012年
- 間の楔（第2期、原画・OP原画）

### Webアニメ
- Starry☆Sky（2010年、総作画監督・絵コンテ）